# لاف آج كال (فلم 2020 )
لاف آج كال هو فيلم رومانسي درامي هندي في اللُّغة الهنديَّة من إخراج امتياز علي وبطولة كارتيك أريان وسارة علي خان. بدأ التصوير الرَّئيسي في النِّصف الأوَّل من مارس 2019 وانتهى في يوليو 2019 وكان من المقرَّر إصداره في 14 فبراير 2020، في يوم عيد الحب.

## الطَّاقم
- كارتيك أريان بدور فير
- سارة علي خان بدور جو علي
- رانديب هودا
- أروشي شارما

## الإنتاج
في 17 يناير 2019، قال علي بأنَّه سيوجد عمل مشترك في مشروعه القادم مع خان وأريان في فيلم رومنسي. في 1 مارس 2019، تمَّ التَّأكيد سيكون هذين الثُّنائي تحت إشراف علي، وأنَّ تصوير الفيلم سيبدأ في دلهي.
في الأسبوع الثاني من مارس 2019، بدأ تصوير الفيلم، عندما شارك أريان صورة مع خان سوياً في الصُّورة الجماعيَّة. شاركت خان الصورة على حسابها على وسائل التواصل الإجتماعي. تمَّ الإنتهاء من برنامج الفيلم الأوَّل في 25 مارس 2019. للإبلاغ عن إنتهاء البرنامج، نشرت خان مقطع فيديو على حسابها على الإنستجرام تعبيراً عن احتفالها. في 10 أبريل بدأ التَّصوير في أودايبور لمدَّة عشرين يوماً. وفي السِّتين يوماً السَّابقة كان التَّصوير في هيماجل برديش، اكتمل التَّصوير في 1 يوليو 2019.

## الترويج والإصدار
ظهر الفيلم بشكله الأوَّل في 20 مارس 2019، وأُعلن عن تاريخ إصداره بالتَّزامن مع يوم عيد الحب في 14 فبراير 2020.
في 16 يناير 2020، كان الإعلان عن عنوان الفيلم الرَّسمي لأول مرَّة في ملصق الفيلم.